# Mantua (New Jersey)
Mantua è un comune (township) degli Stati Uniti d'America, situato nello stato del New Jersey, nella contea di Gloucester.